# تپه سرگول بزرگ
تپه سرگول بزرگ مربوط به دوره اشکانیان - دوره ساسانیان است و در شهرستان کنگاور، روستای خرکش واقع شده و این اثر در تاریخ ۱۰ دی ۱۳۸۱ با شمارهٔ ثبت ۶۶۰۸ به‌عنوان یکی از آثار ملی ایران به ثبت رسیده است.